# Liste der Biografien/Hoffb
Liste der Biografien |
Portal Biografien |
Personensuche
# |
A |
B |
C |
D |
E |
F |
G |
H |
I |
J |
K |
L |
M |
N |
O |
P |
Q |
R |
S |
T |
U |
V |
W |
X |
Y |
Z |
?
 
Ha |
Hd |
He |
Hi |
Hj |
Hk |
Hl |
Hm |
Hn |
Ho |
Hr |
Hs |
Ht |
Hu |
Hv |
Hw |
Hy
 
Hoa |
Hob |
Hoc |
Hod |
Hoe |
Hof |
Hog–Hok |
Hol |
Hom |
Hon |
Hoo |
Hop |
Hoq |
Hor |
Hos |
Hot |
Hou |
Hov |
How |
Hox |
Hoy |
Hoz
 
Hofa |
Hofb |
Hofd |
Hofe |
Hoff |
Hofg |
Hofh |
Hofi |
Hofk |
Hofl |
Hofm |
Hofn |
Hofp |
Hofr |
Hofs |
Hoft |
Hofv |
Hofw |
Hofz
 
Hoffa |
Hoffb |
Hoffd |
Hoffe |
Hoffg |
Hoffh |
Hoffi |
Hoffj |
Hoffk |
Hoffl |
Hoffm |
Hoffn |
Hoffo |
Hoffr |
Hoffs
Die Liste der Biografien führt alle Personen auf, die in der deutschsprachigen Wikipedia einen Artikel haben. Dieses ist eine Teilliste mit 11 Einträgen von Personen, deren Namen mit den Buchstaben „Hoffb“ beginnt.

## Hoffb

### Hoffba
- Hoffbauer, Charles (1875–1957), französisch-amerikanischer Maler
- Hoffbauer, Clara (1830–1909), Stifterin der Hoffbauer-Stiftung
- Hoffbauer, Ernst von (1836–1905), preußischer General der Artillerie
- Hoffbauer, Féodor (1839–1922), deutsch-französischer Architekturmaler, Illustrator, Architekt und Bauhistoriker
- Hoffbauer, Hermann (1819–1884), deutscher Kaufmann und Industrieller
- Hoffbauer, Jochen (1923–2006), deutscher Autor
- Hoffbauer, Johann Christoph (1766–1827), deutscher Philosoph
- Hoffbauer, Peter (1750–1823), Mitglied der Reichsstände im Königreich Westphalen
- Hoffbauer, Wilhelm (1801–1860), deutscher Richter und Abgeordneter
- Hoffbauer, Wilhelm (1812–1892), deutsch-amerikanischer Arzt, demokratischer Politiker (Revolution 1848/49)

### Hoffbe
- Hoffbeck Petersen, Rikke (* 1997), dänische Handballspielerin